# Солонцы (Васильковский район)
Солонцы (укр. Солонці) — село,
Письменский поселковый совет,
Васильковский район,
Днепропетровская область,
Украина.
Код КОАТУУ — 1220755411. Население по переписи 2001 года составляло 49 человек.

## Географическое положение
Село Солонцы находится на правом берегу реки Средняя Терса,
в 2-х км от села Дибровка.
По селу протекает пересыхающий ручей с запрудой.
Рядом проходит железная дорога, станция Терса в 1,5 км.